# 银行街 (伊斯坦布尔)

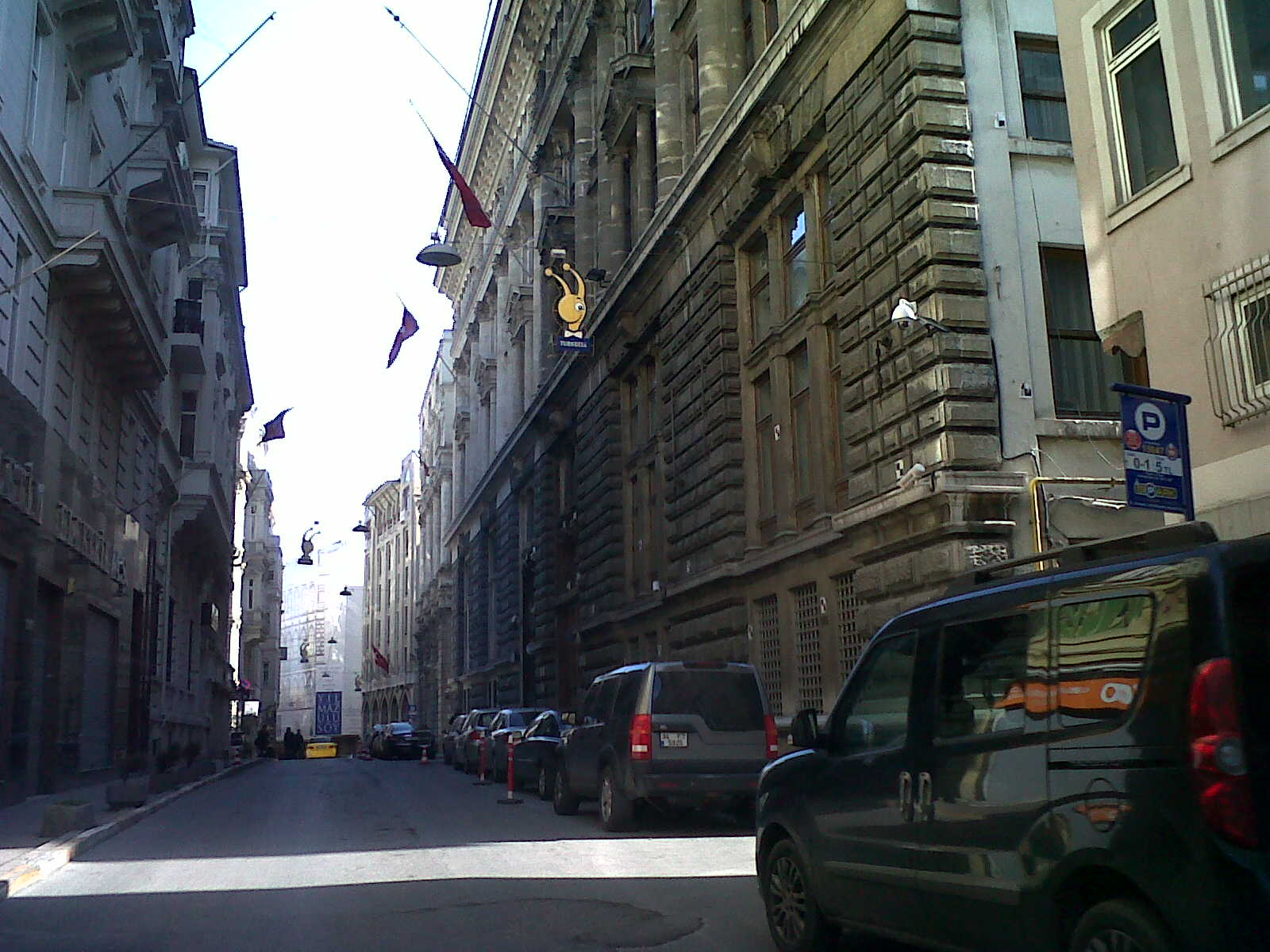
银行街

银行街（土耳其语：Bankalar Caddesi）位于土耳其伊斯坦布尔贝伊奥卢区（旧名佩拉）历史悠久的卡拉柯伊街区（旧名加拉达），曾是奥斯曼帝国的金融中心，当时主要的银行、金融机构和保险公司都将总部设在这条街上，包括奥斯曼中央银行（1856）和奥斯曼证券交易所（1866）。这些建筑现在仍是银行和其他金融机构的总部或分部。
世界第二条地铁杜乃爾（1875年，仅次于伦敦地铁）的南站位于银行街东口附近。 
著名的卡莫多阶梯融合了巴洛克复兴风格和新艺术运动风格，由犹太银行家亚伯拉罕所罗门卡莫多建于1870–1880年，也位于银行街。卡莫多阶梯通往银行家街（Banker Sokak），旧名卡莫多街（Rue Camondo），那里有加拉达市政宫（Palazzo del Comune）废墟，由热那亚执政官Montano de Marinis建于1316年，位于阶梯西面不远，在银行街Bereket Han办公楼1880年代的立面后面。
银行街作为伊斯坦布尔的主要金融区直到1990年代，那时大部分土耳其银行将其总部迁往现代化的勒旺和马斯拉克中央商务区。1995年，伊斯坦布尔证券交易所也迁往萨勒耶尔区。